# طائر الشوك نمشي الصدر
طائر الشوك نمشي الصدر (الاسم العلمي: Phacellodomus striaticollis)، هو نوع من الطيور يتبع جنس طائر الشوك ضمن فصيلة الفرنارية ضمن رتبة العصفوريات.